# Asteras Tripolis FC
Asteras Tripolis FC (řecky Π.Α.Ε. Αστέρας Τρίπολης Α.Γ.Σ.) je řecký fotbalový klub z města Tripolis, který byl založen v roce 1931. Klubové barvy jsou modrá a žlutá. Logo klubu tvoří modrý kruh se žlutou hvězdou a názvem (asteras = hvězda).
V sezóně 2013/14 skončil klub na 5. místě v řecké Superlize.
Asteras Tripolis se probojoval do základních skupin Evropské ligy UEFA ve dvou po sobě jdoucích sezónách 2014/15 a 2015/16.